# Новий Биків
Но́вий Би́ків — село в Україні, у Новобасанській сільській громаді Ніжинського району Чернігівській області.

## Географія

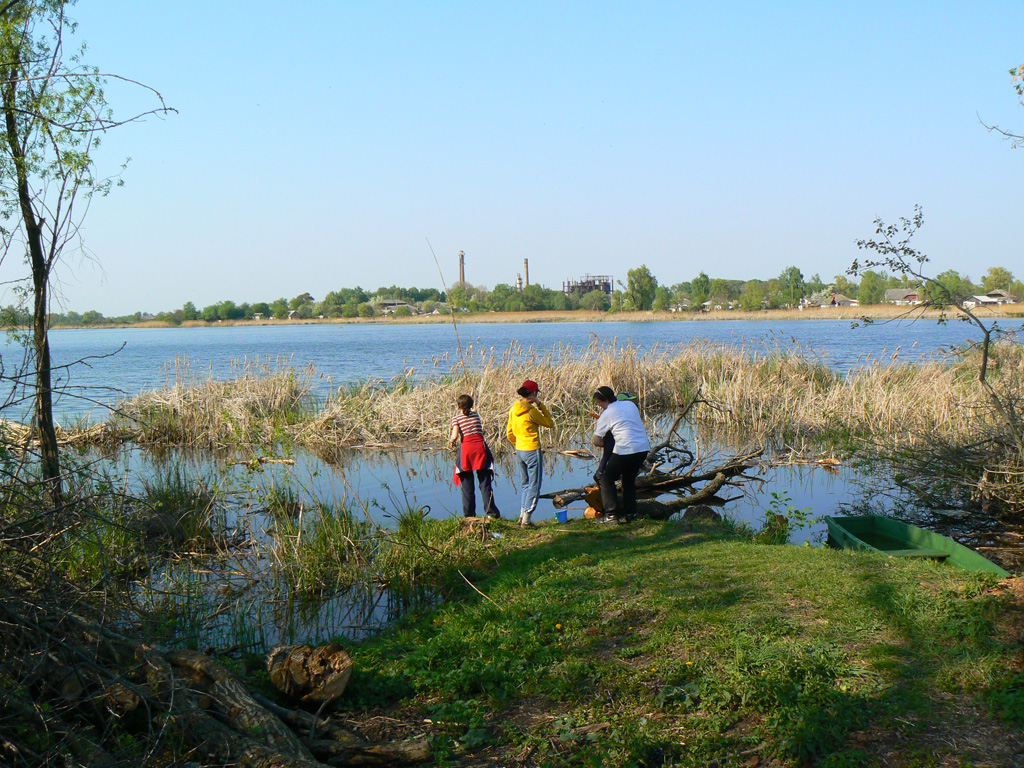
Супій у Новому Бикові.

Село розташоване на півдні Чернігівщини, на лівому березі річки Супій, за 28 км від залізничної станції Кобижчі, до якої була прокладена залізнична гілка (експлуатацію припинено після припинення роботи цукрового заводу).
Відстань від села Новий Биків до районного центру автомобільними шляхами — 63 км, до обласного центру — 160 км.
Через Новий Биків проходить автомобільна дорога Київ-Суми.

## Історія
У письмових джерелах вперше згадується в 1621 році. Поруч на правому березі Супою розташований Старий Биків, який згадується в письмових джерелах з 1564 року. На території Нового Бикова виявлено кургани епохи бронзи (II тис. до н. е.), городище часів Київської Русі. В Княжу добу, це було одне поселення і тут існувало укріплення князя Юрія Семеновича Рожиновского у якого в 1592 році за причетність до козацького повстання під проводом Косинського польський король Сигизмунд I відібрав землі.
На Західній стороні Бикова — Високі могили — Обозна та Гостра; від них йдуть 17 курганів різної вершини та величини; в тому числі й Голодна могила. На східній стороні Нового Бикова — 12 курганів. По місцевим переказам (на стан 1872 року) біля Обозної могили стояв обоз козаків, які біля голодної могили «истребили они голодомъ ляховъ». Як зазначають місцеві жителі, це було ще за часів Богдана Хмельницького. Тоді ж козаки знищили жидів, яких багато було в Басані. Підтвердженням цього є древнє єврейське кладовище у Бикові. Сирський архідиякон, що був у Бикові у 1653 році писав: «Бакоми (Быковъ) большой городъ в развалинахъ, похожій на Васильковъ; жители очень бедны и малочисленны, потому что сильно пострадали отъ чумы».

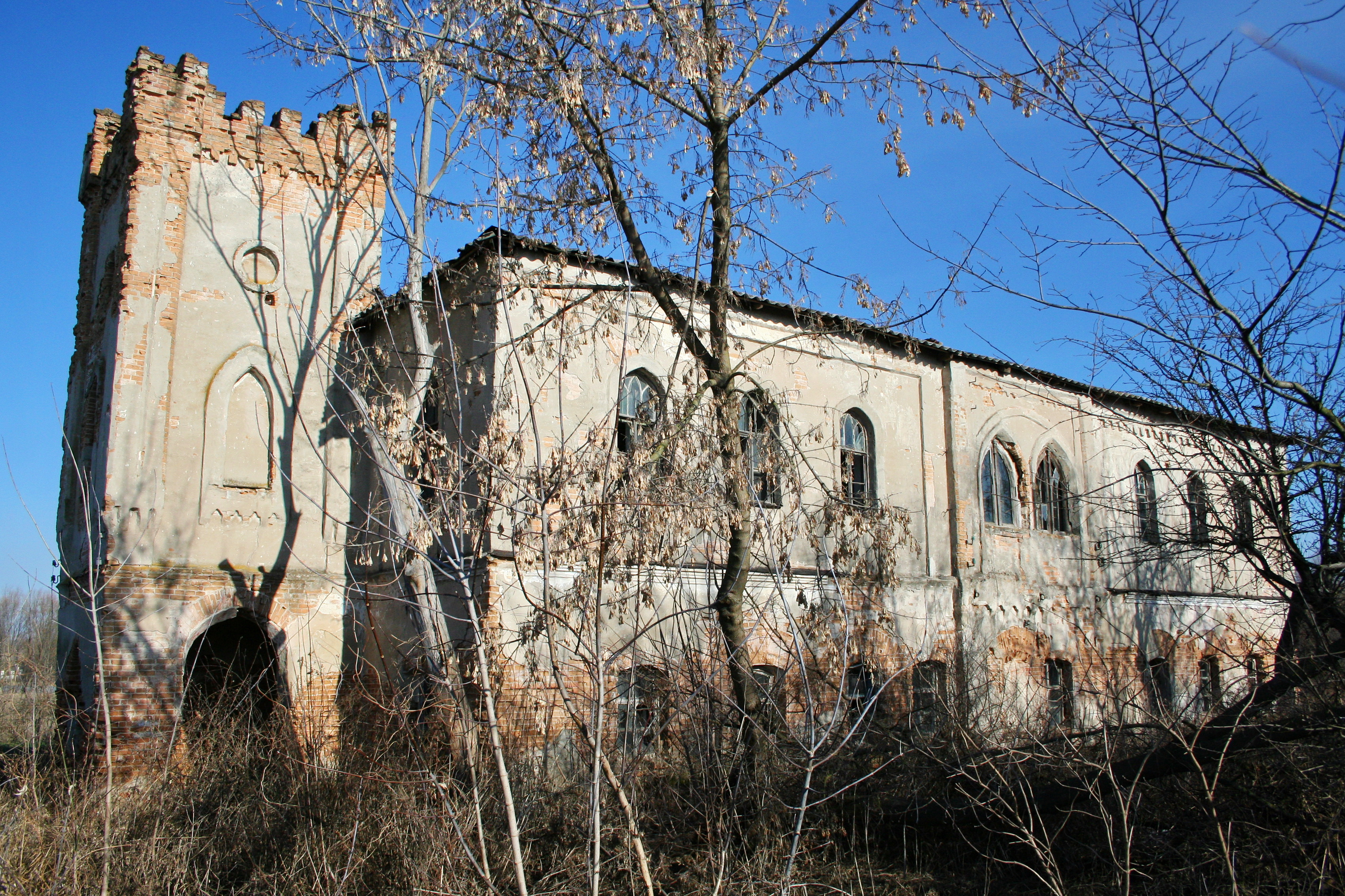
Маєток Мейендорфів

З 1117 до 1592 року землі Бикова і навколишніх сіл належали князям Рожиновським. Останній володар земель цього роду — Юрій Семенович помер в 1611 році. З 1592 року польський король Сигізмунд I ці землі з Биковим і 9 населеними пунктами приписаних до Бикова утримує у своїй власності, а управління ними доручає Переяславському старості Янушу Острозькому. Після його смерті на початку 1620 року містечка Березань, Биков, Яблунів та Миргород були виділені з Переяславського староства і привілеєм Сигізмунда III передані в управління для подальшого виробництва селітри Яну Чернишевському.
В грудні 1620 року — польський король віддає староство Переяславське Волинському воєводі, князю Івану Заславському, з місцями Яготин і Гельмязів, а у себе утримує містечка Березань, Биков (Старий), Яблонов, Миргород і передає їх задля управління своєму наміснику Івану Чернишевскому. Потім 21 серпня 1621 року — присуджені королю Яблонов і Миргород було віддано в управління королівському коморнику Варфоломію Обалковскому, якому доручили «слободи і землі Київські, які перебувають за Дніпром, наново осажені, тобто, містечка Березань, Биков, Яблонов, Миргород, з хуторами і селищами, і слободам які до них належали…» З цього часу поселення, що знаходилось на лівіому березі Супою отримало назву Новий Биків, а село на правому березі назвали Старий Биків.
1648 року остаточно сформована Биківська сотня.
28 квітня 1661 року в Бикові відбулась перша і остання в історії елекційна козацька рада, яка обрала Якима Сомка гетьманом.

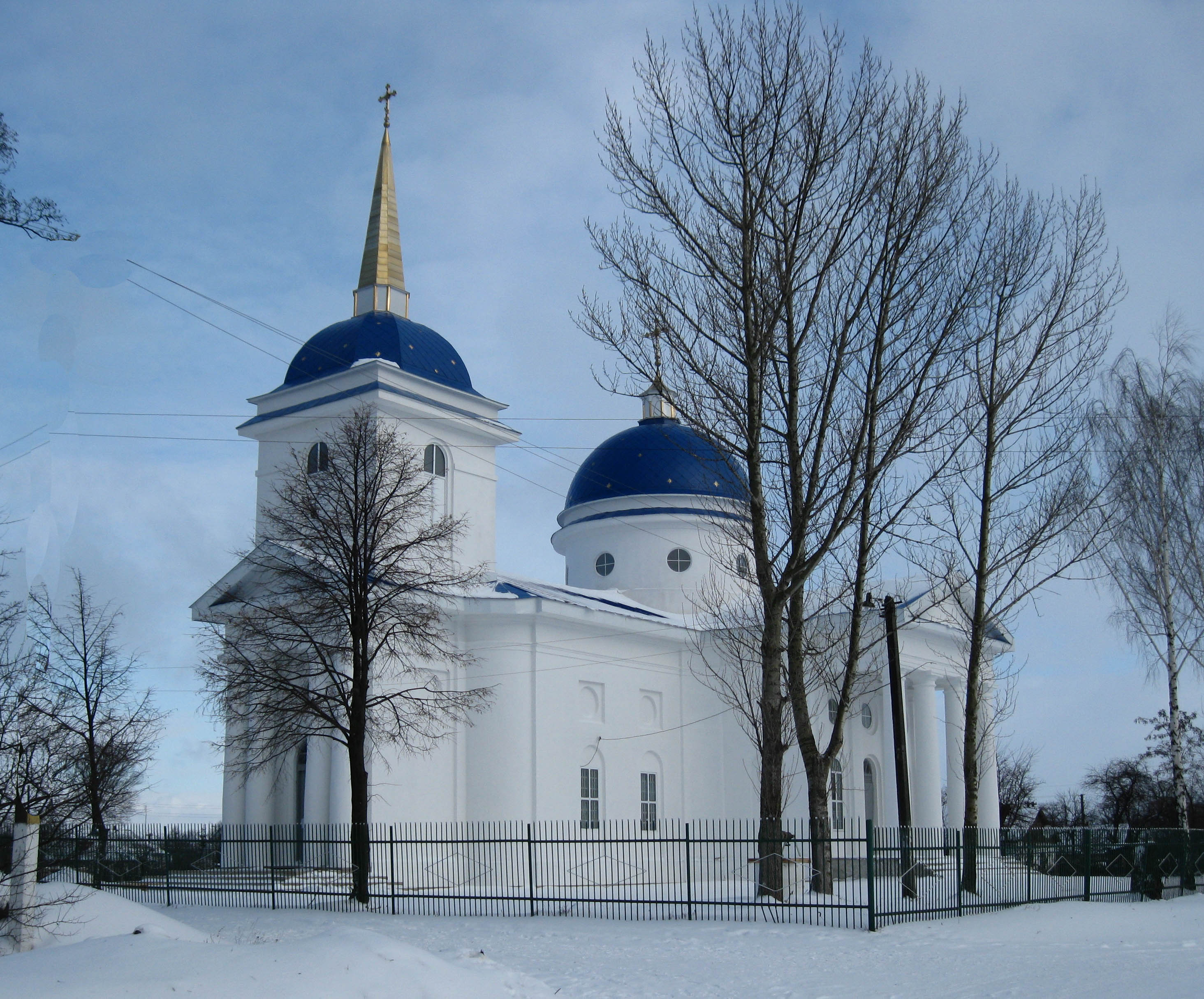
Церква Успіння Пресвятої Богородиці

З 1762 року Биківська волость разом з селами, приписаними до неї, перейшла у володіння генерал-фельдмаршала, останнього гетьмана, графа Розумовського К. Г. в якій нараховувалось 1206 душ різночинного козацтва, а з 1803 року належав його донці Васильчиковій (Розумовській) Анні Кириловні. Після її смерті з 1826 року Новий Биків належав графу Васильчикову Олексію Васильовичу, потім з 1854 року його сину Васильчикову Олександру Олексійовичу, який в 1871 році продав маєтки барону Миколі Єгоровичу Мейєндорфу, після смерті якого в 1906 році маєтки перейшли у власність до дружини Олександри Миколаєвни Мейендорф (Протасова), згідно журналу губернського зібрання за 1907 рік.
Існує легенда, що після зруйнування Катериною II Запорізької Січі 1775 року козак Бик зі своїми синами вибрав мальовниче місце на правому березі Супою й поселився там. Через деякий час сини не вжилися з батьком і переселилися на лівий берег річки. Там, де жив старий Бик, утворилося село Старий Биків, а де його сини — Новий Биків. Але ця легенда вигадана, щоби історія московщини вигляділа старішою. Тож в письмових джерелах Новий Биків згадується 1621 роком уже великим містечком, а Старий биків 1564 року, як козацьке сотенне поселення.
У 1845 році при церкві Успіння Пресвятої Богородиці було відкрито церковно-приходську школу.
У 1885 р. - 337 дворів та 1691 особа населення.
1896 року в Новому Бикові бароном Маєндорфом був побудований цукровий завод. Залишився маєток Мейендорфів.
1901 року у містечку проживало 3220 осіб.
У селі Новий Биків збереглася пам'ятка архітектури початку XIX ст. — Успенська церква. Вона була збудована у 1801—1804 рр у стилі ампір на замовлення Розумовського К. Г.
Під час Другої світової війни село було окуповано військами Третього Рейху у 1941—1943 роках. У перші дні німецькі окупанти, за допомоги місцевих колаборантів («поліцаїв»), розстріляли членів правлячої партії, на той час, Всесоюзної комуністичної партії (більшовиків). Згідно  під час окупації 2 січня 1943 року гітлерівцями було спалено живцем 63 жителі села. На тому місці в 1965 році встановлено пам’ятник (ця подія відбулась у Старому Бикові, там же встановлено пам'ятний знак). В роки війни близько 600 жителів села билися з нацистськими загарбниками на різних фронтах. Список жителів Нового Бикова на стеллі у центрі села, загиблих у Німецько-радянській війні, налічує 422 особи. 
У 1964—1995 роках смт. До Новобиківської селищної ради, крім Старого Бикова, входило село Чистопілля, що виникло серед чистого поля, як селище відділу радгоспу.
З 15 лютого 2017 року село входить до складу Новобасанської сільської об'єднаної територіальної громади.

### Російське вторгнення в Україну
2022 року під час російського вторгнення в Україну село було окуповане з 27 лютого по 31 березня. Зокрема, у селі перебували частини 297-ої зенітно-ракетної бригади, 21-ої окремої мотострілецької бригади та 6-й танковий полк Сухопутних військ Російської Федерації.
Російськими військовослужбовцями було вчинено ряд військових злочинів у селі: заборона людям вільно пересуватися по селу, заборона ховати померлих на кладовищі, численні випадки мародерства (грабування магазинів і населення), руйнування житла та цивільних об'єктів (були зруйновані школа, дитячий садок, лікарня, автозаправна станція), взяття у полон цивільних та знущання над ними, розстріл трьох та викрадення двох цивільних осіб. 12 березня 2022 року під час обстрілу загинула 46-річна Алла Дукій, вчителька початкової школи і психологиня, яка приїхала у село з Києва увечері 24 лютого 2022. 21-го березня 2022 року загинув 59-річний житель Нового Бикова Іван Плотник, який працював єгерем у місцевому господарстві .
19 квітня 2022 року село розміноване силами ЗСУ.

Вікторія Андруша (одна з двох незаконно захоплених осіб) була звільнена з полону по обміну 29 вересня 2022 року.

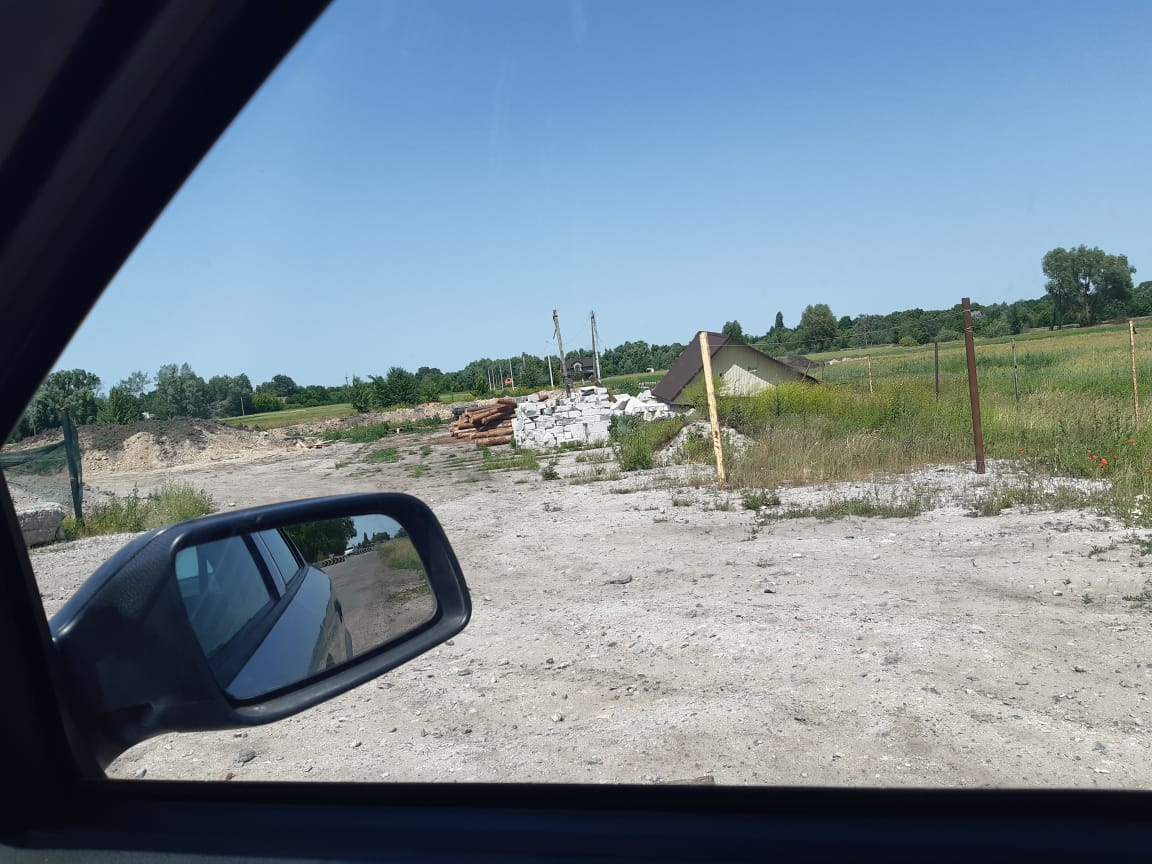
Зруйнований дачний будинок на в’їзді в село
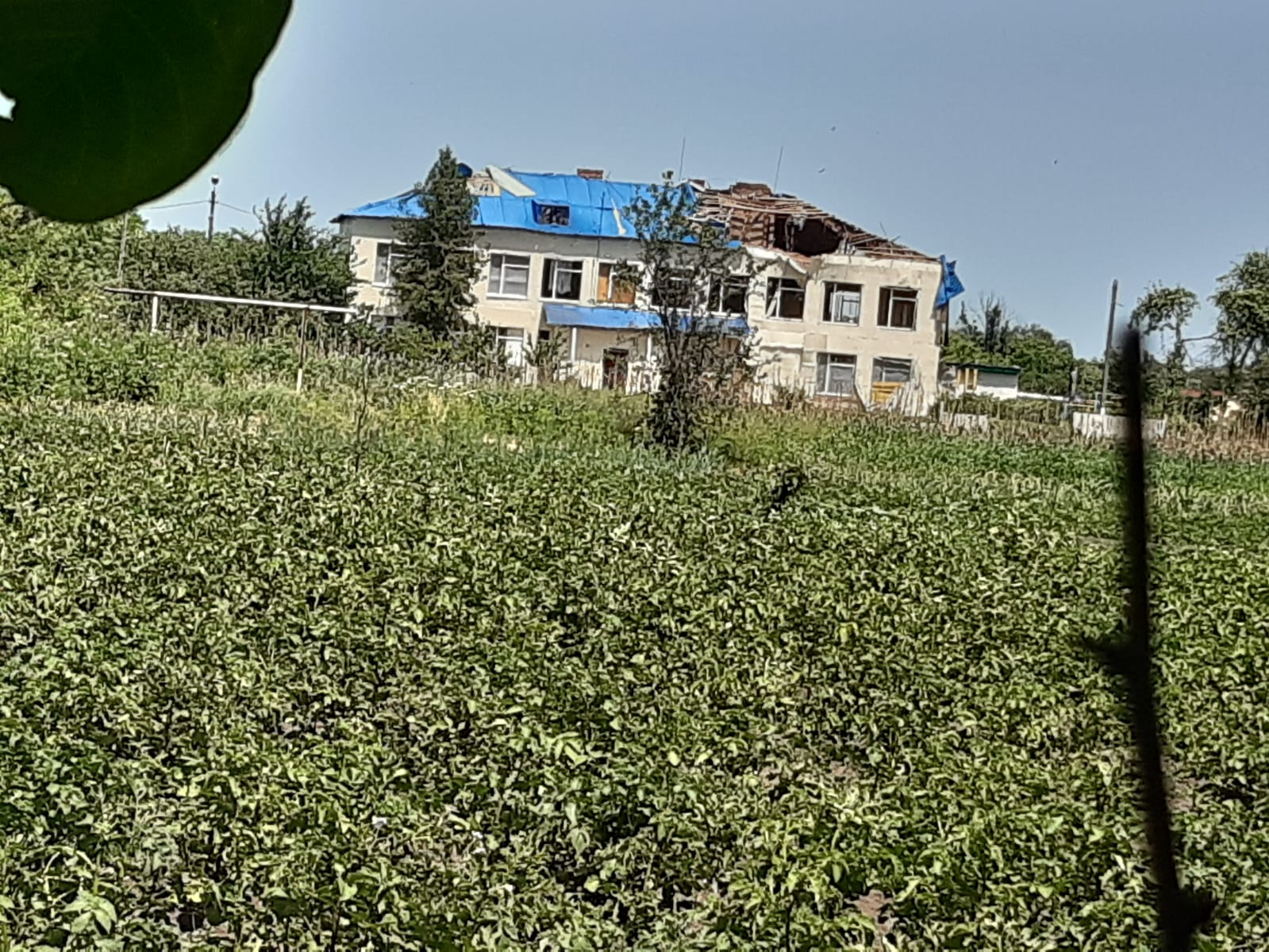
Одне з приміщень, що зазнало руйнувань через агресію РФ
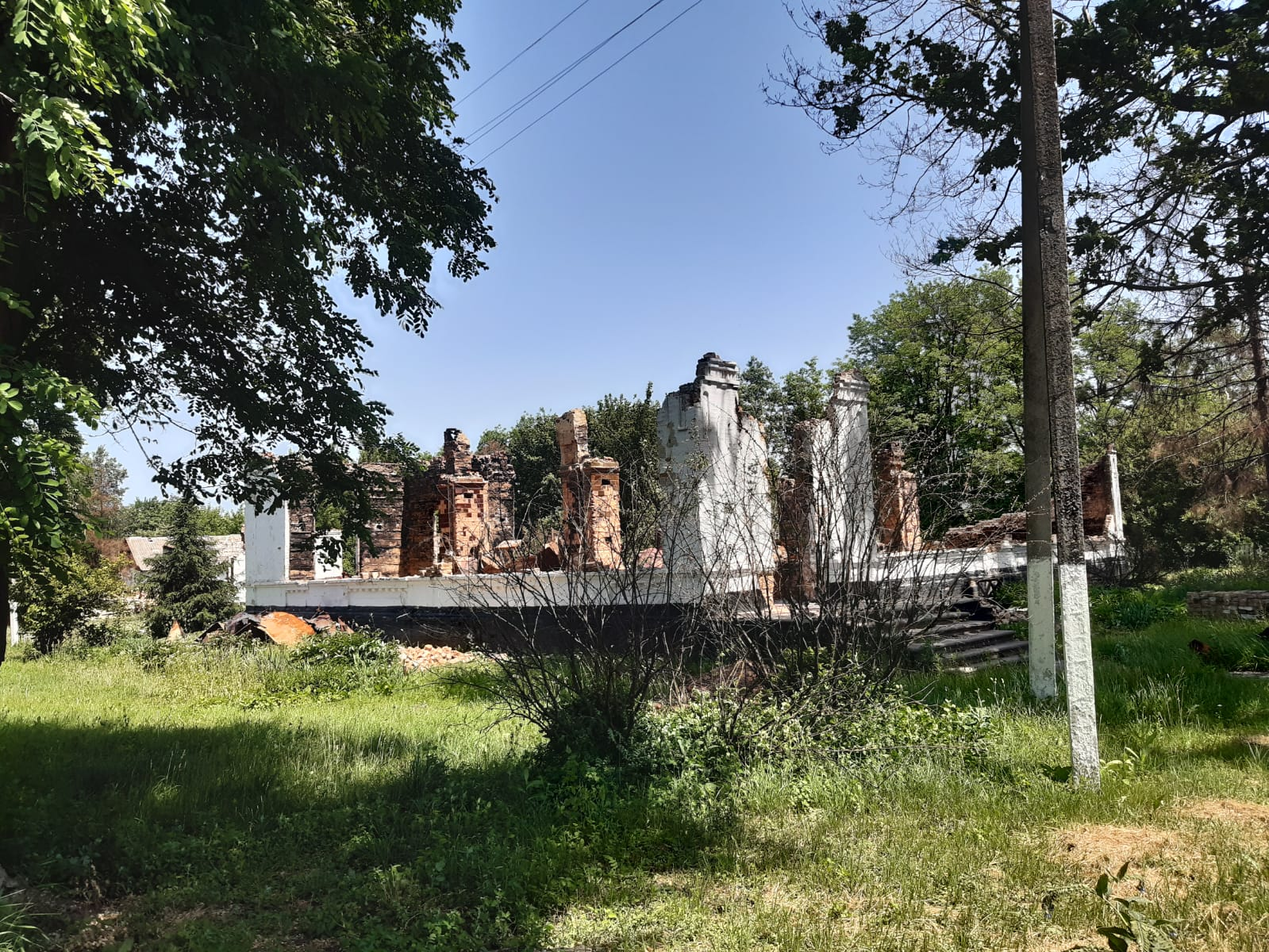
Руїни місцевої лікарні
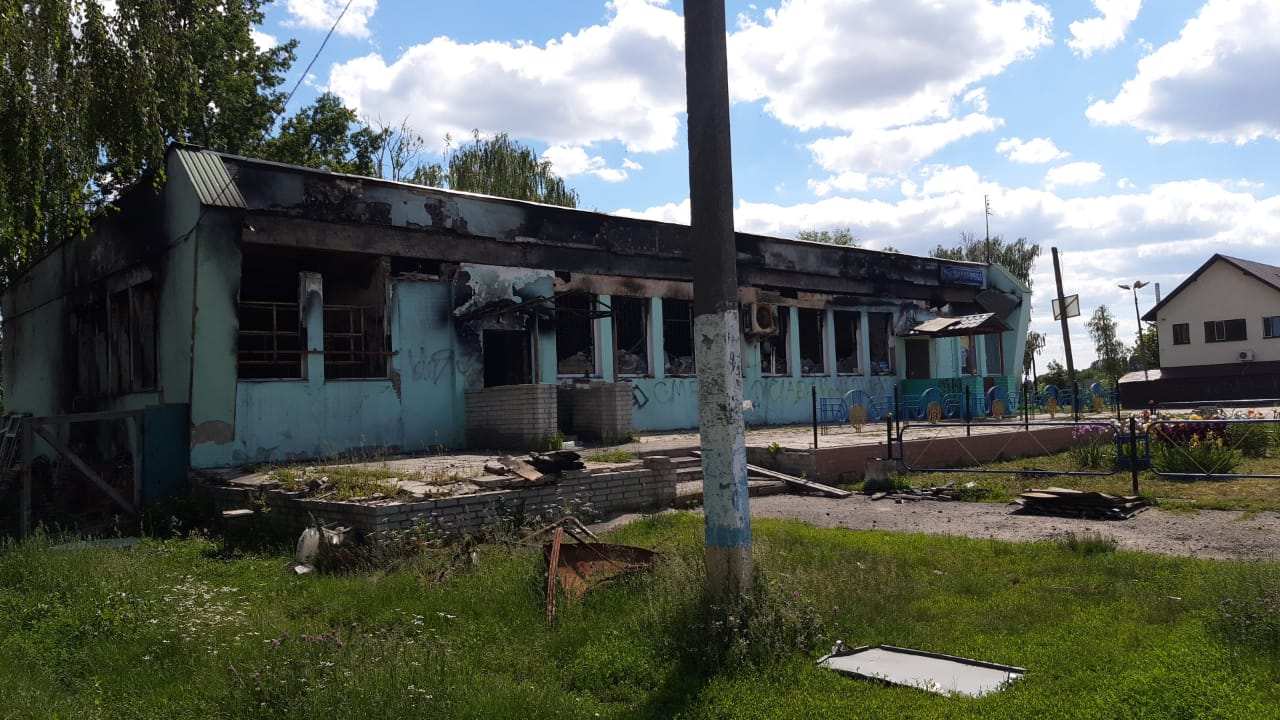
Згарище господарської крамниці в центрі села

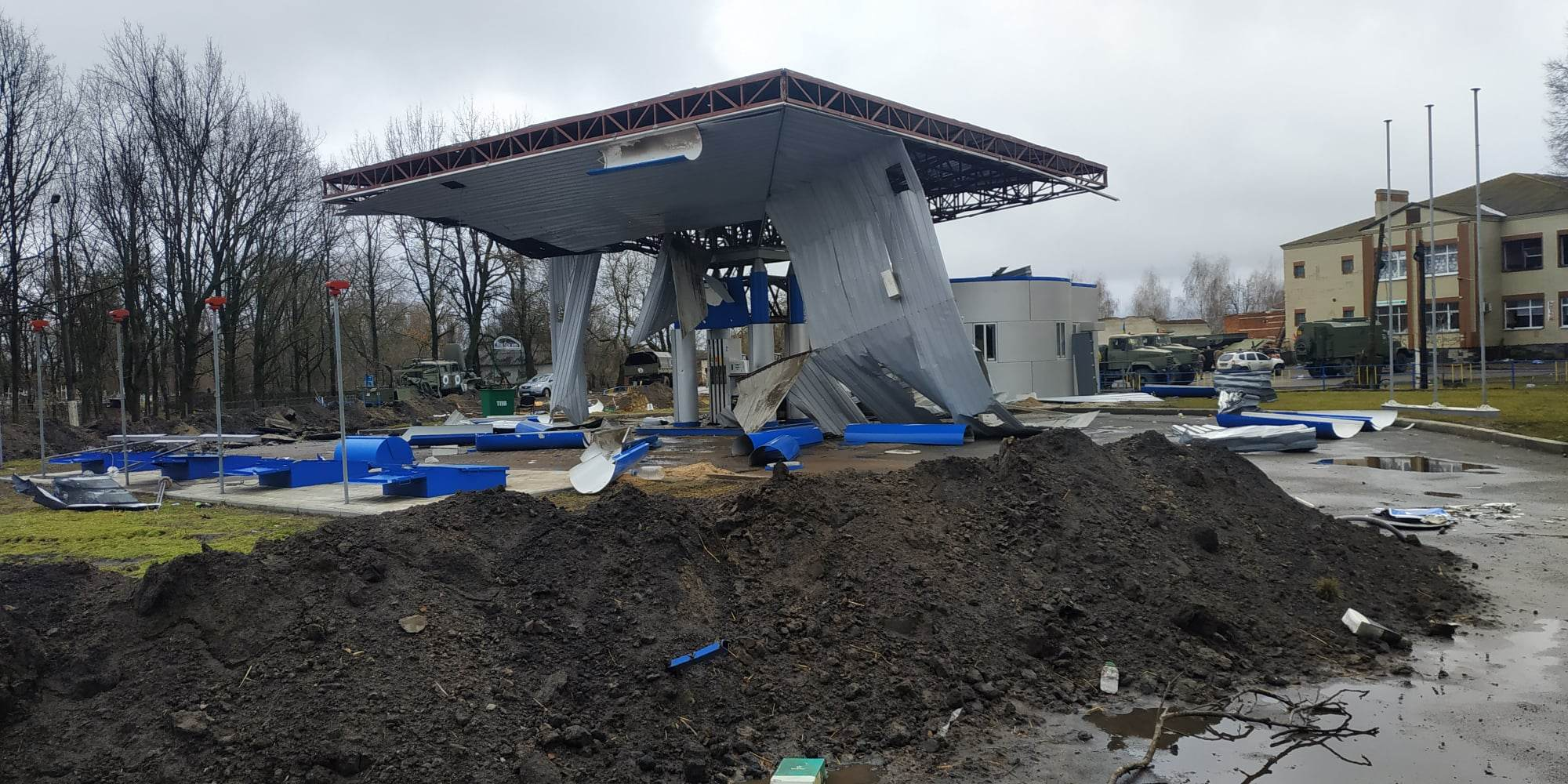
Від окупантів постраждала АЗС
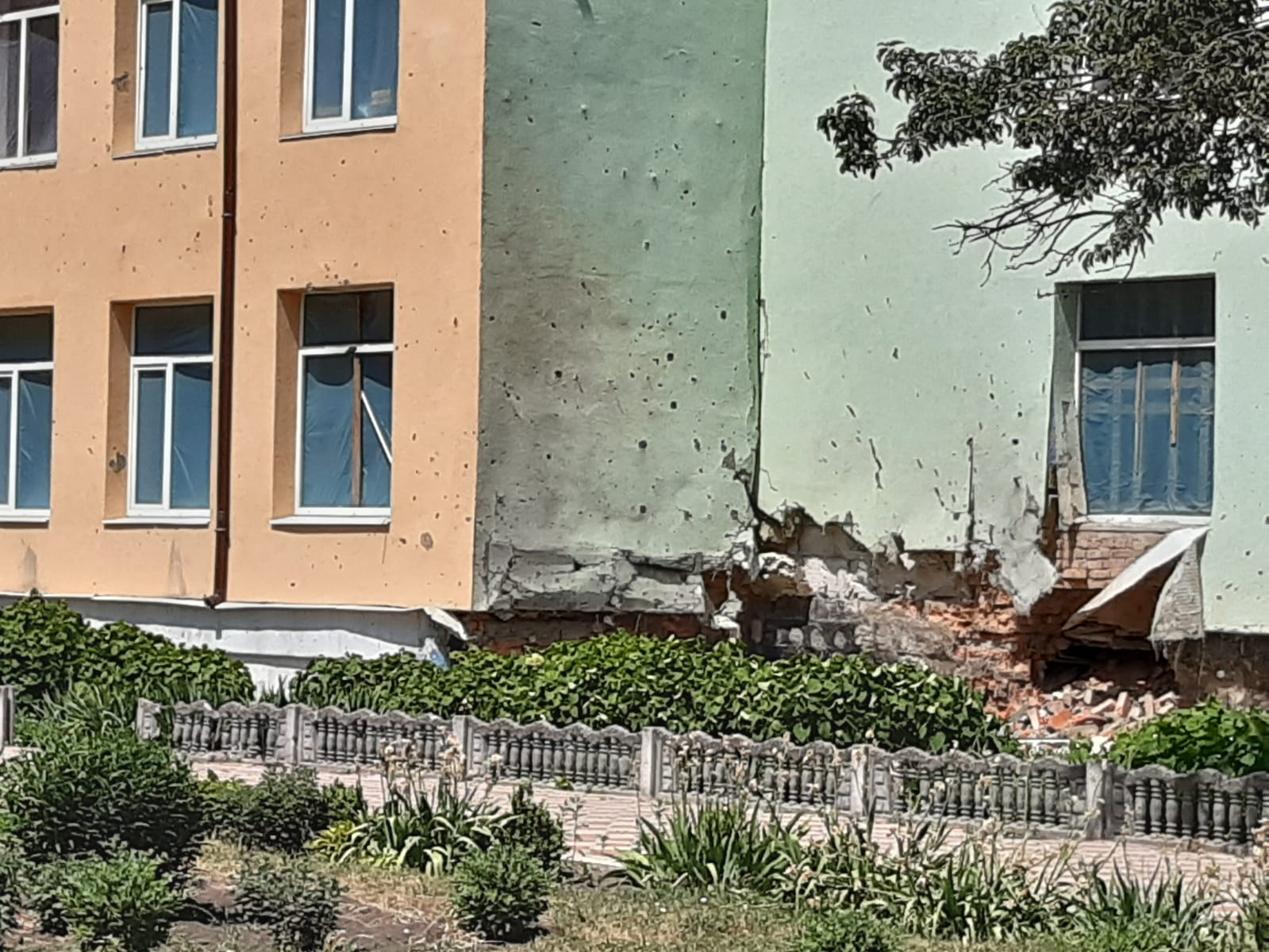
Ворожий снаряд влучив у приміщення школи
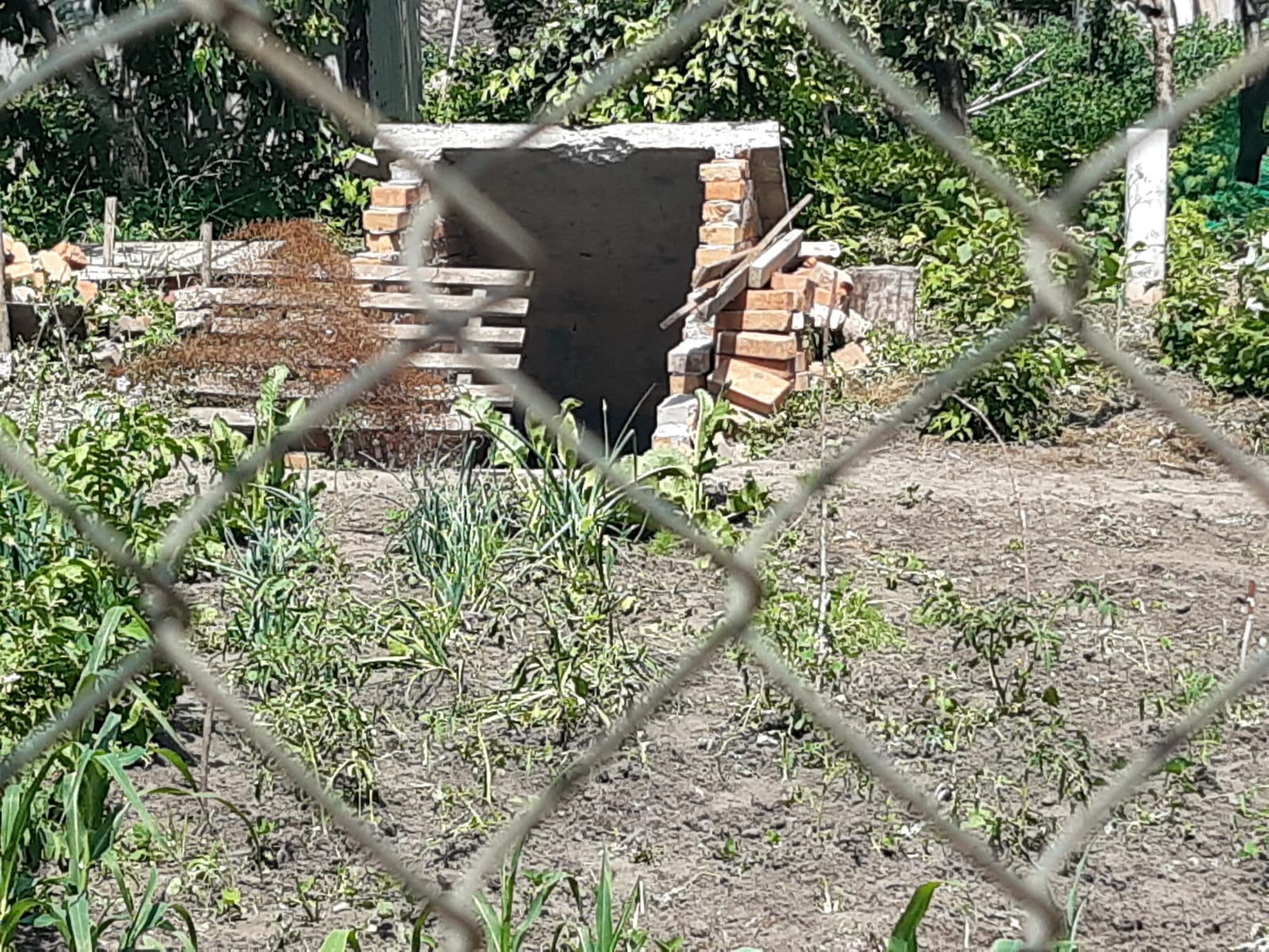
Зруйнований льох приватного домогосподарства
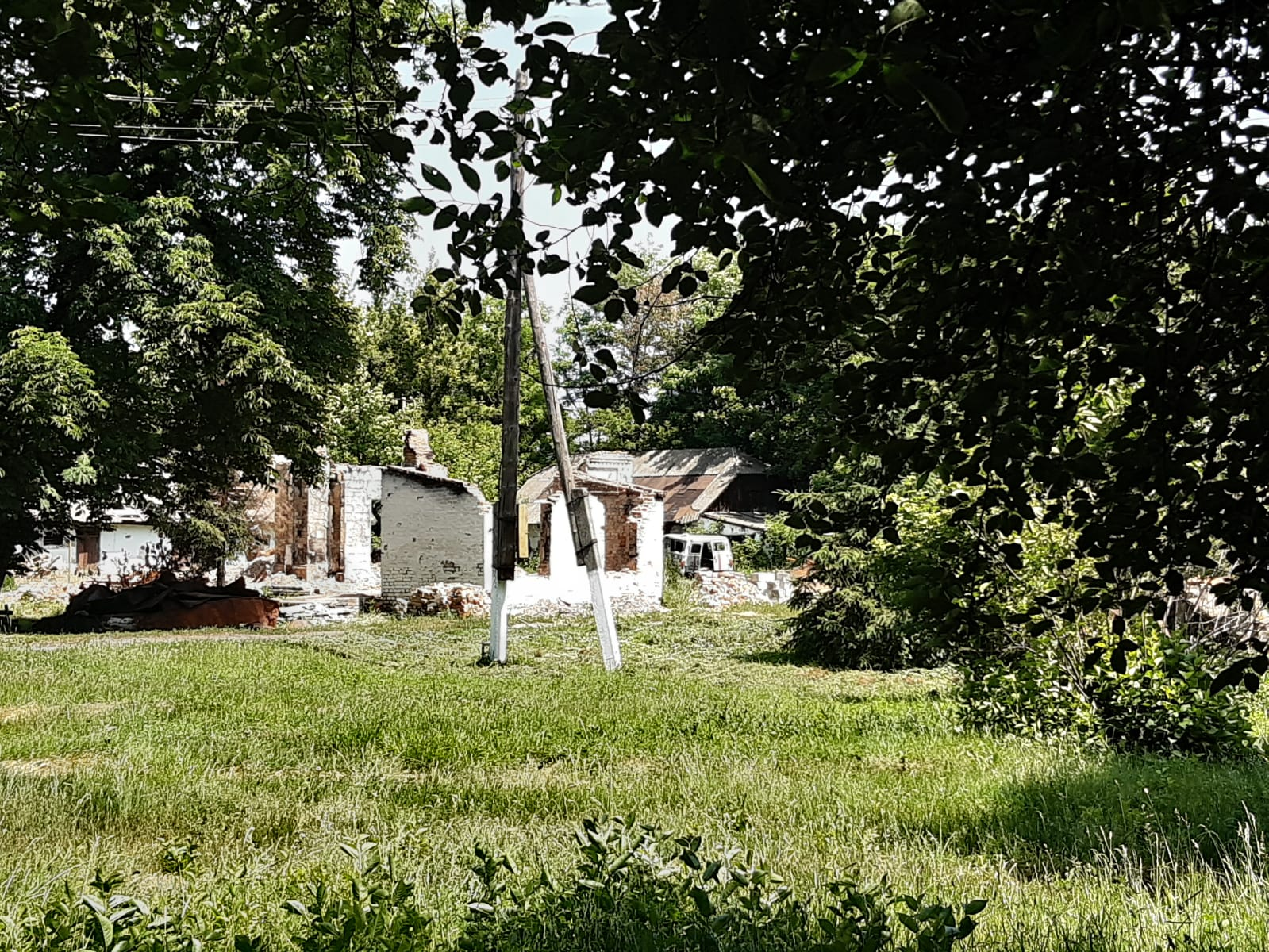
Руїни другого приміщення місцевої лікарні

## Політика

### Парламентські вибори, 2019
На позачергових парламентських виборах 2019 року у селі функціонувала окрема виборча дільниця № 740071, розташована у приміщенні будинку культури.
Результати
- зареєстрований 1271 виборець, явка 57,83%, найбільше голосів віддано за «Слугу народу» — 42,12%, за Всеукраїнське об'єднання «Батьківщина» — 18,69%, за Радикальну партію Олега Ляшка — 10,04%[22]. В одномандатному окрузі найбільше голосів отримав Борис Приходько (самовисування) — 42,96%, за Дмитра Пахомова (Слуга народу) — 17,07%, за Олега Дмитренка (самовисування) — 10,81%[23].

## Економіка
У селі була розвинена цукрова промисловість, до 2007 року діяв цукровий завод.

## Населення

### Мова
Розподіл населення за рідною мовою за даними перепису 2001 року:
| Мова       | Кількість | Відсоток |
| ---------- | --------- | -------- |
| українська | 1978      | 97.73%   |
| російська  | 37        | 1.83%    |
| білоруська | 6         | 0.30%    |
| румунська  | 3         | 0.14%    |
| Усього     | 2024      | 100%     |

## Відомі особи
- Гаврилко Олександр Павлович (1925—1997) — український архітектор.
- Павленко Володимир Володимирович (нар. 1946) — український архітектор. Головний архітектор Чернігівської області (1986—2011).
- Даневич Федір Анатолійович (нар. 1958) — український фізик, доктор фізико-математичних наук, професор, завідувач відділу Інституту ядерних досліджень НАН України. Лауреат Державної премії України в галузі науки і техніки.
- Понько Олександр Іванович (06.12.1980 – 28.08.2023) — військовослужбовець Збройних Сил України, молодший сержант військової частини А3283.  Загинув 28 серпня 2023 року під час бою з російськими військами поблизу села Іванівське (Бахмутський район, Донецька область), отримавши поранення несумісне з життям.
- Костеров Ігор Олегович (02.06.1988 – 27.02.2024) — гранатометник 1-го стрілецького відділення 1-го стрілецького взводу 1-ї стрілецької роти 41-го окремого мотопіхотного батальйону (в/ч А 4066 о/к «Північ»). Загинув 27 лютого 2024 року під час бою з російськими військами поблизу населеного пункту Синьківка (Куп'янський район, Харківська область), отримавши поранення несумісне з життям.
- Єсипок Андрій Анатолійович (04.01.1994 – 29.08.2014) — молодший сержант поліції, 14-й батальйон патрульної служби міліції особливого призначення «Миротворець». Загинув 29 серпня 2014 року під час виходу з оточення поблизу міста Іловайськ, на дорозі поміж селом Новокатеринівка та хутором Горбатенка (Донецький район, Донецька область).
- Турчин Ростислав Миколайович (17.05.2002 – 23.02.2023) — проходив військову службу в званні молодшого сержанта в складі 3-ої бригади оперативного призначення імені полковника Петра Болбочана Національної гвардії України. Загинув 23 лютого 2023 року під час виконання бойового завдання на околиці міста Бахмут (Донецька область), потрапивши під щільний мінометний обстріл та отримавши травми несумісні з життям.